# زمین‌لرزه ۱۹۵۱ کورشونلو
زمین‌لرزه کورشونلو  در تاریخ ۱۳ اوت ۱۹۵۱ میلادی، برابر با ‎۲۱ مرداد ۱۳۳۰، ساعت ۱۸:۳۳:۳۰ به زمان یوتی‌سی در ترکیه ، منطقه کورشونلو رخ داد. بزرگی آن ۶٫۷ در مقیاس ریشتر اعلام شده‌است. زمین‌لرزه به وقت محلی در روز دوشنبه، ساعت ۲۰ روی داده و منطقه زمانی آن یوتی‌سی +۲ بوده‌است (با لحاظ تغییر ساعت تابستانی).
سازمان زمین‌شناسی آمریکا نیز جای این زمین‌لرزه را در مختصات ۴۰°۴۸′شمالی ۳۳°۲۴′شرقی / ۴۰٫۸°شمالی ۳۳٫۴°شرقی و بزرگی آنرا برابر با ۶٫۷ در مقیاس ریشتر اعلام کرده‌است.
شمار کشتگان زلزله حدود ۵۰ نفر بوده‌است.تعداد زخمیان ۶۷۸ نفر برآورده شده‌است. گسل مسبب این زمین‌لرزه گسل شمال آناتولی بوده است.